# Bęczków
Bęczków – wieś w Polsce położona w województwie świętokrzyskim, w powiecie kieleckim, w gminie Górno.
Bęczków należy do parafii świętego Jana z Dukli, proboszczem której jest od 1997 roku ksiądz Stanisław Zieliński.
W Bęczkowie znajduje się Szkoła Podstawowa imienia księdza Piotra Ściegiennego.
W miejscowości działa zespół folklorystyczny Bęczkowianie.
Dojazd z Kielc zapewniają autobusy komunikacji miejskiej linii 47.
Przez miejscowość przepływa rzeka Lubrzanka.

## Części wsi
| SIMC    | Nazwa              | Rodzaj     |
| ------- | ------------------ | ---------- |
| 0238760 | Górka              | część wsi  |
| 0238776 | Komorniki Drugie   | część wsi  |
| 0238782 | Komorniki Pierwsze | część wsi  |
| 0238799 | Koszary            | przysiółek |
| 0238807 | Niwy               | przysiółek |
| 0238813 | Smuga              | część wsi  |
| 0238820 | Stara Wieś         | przysiółek |
| 0238836 | Zaskale            | część wsi  |

## Historia
Wieś została lokowana dnia 9 maja 1357 roku na mocy aktu wydanego w Krakowie, w którym to nadaniu, kmieć z Sukowa Jazdocha otrzymał od biskupa Bodzanty las nad rzeką Cedzyną, który po wykarczowaniu miał przeznaczyć pod siedzibę nowej osady opartej na nowym prawie średzkim (Kodeks katedry krakowskiej II, 28). Długosz w Liber beneficiorum t.I s.476, wymienia wieś jako Baczkow.
Był wsią biskupstwa krakowskiego w województwie sandomierskim w ostatniej ćwierci XVI wieku.
Według spisu miast, wsi, osad Królestwa Polskiego z roku 1827 we wsi było 77 domów i 423 mieszkańców.
W roku 1929 wieś zamieszkiwało 1109 osób. W latach 1975–1998 miejscowość administracyjnie należała do województwa kieleckiego.